# بيدرو ألفيس
بيدرو الفيس (بالبرتغالية: Pedro Miguel Morais Alves‏) (8 فبراير 1979 بلشبونة في البرتغال - ) هو لاعب كرة قدم برتغالي في مركز حراسة المرمى. شارك مع منتخب البرتغال تحت 16 سنة لكرة القدم ومنتخب البرتغال تحت 20 سنة لكرة القدم ومنتخب البرتغال تحت 21 سنة لكرة القدم. أما مع النوادي، فقد لعب مع إستريلا دا أمادورا ونادي بيلينينسش ونادي فيتوريا سيتوبال وأورينتال دي لشبونة ‏ وC.D. Pinhalnovense ‏ وG.D.P. Costa de Caparica ‏.

## روابط خارجية
- بيدرو ألفيس على موقع قاعدة بيانات كرة القدم.إي يو (الإنجليزية)
- بيدرو ألفيس على موقع Soccerway.com (الإنجليزية)
- بيدرو ألفيس على موقع عالم كرة القدم.نت (الإنجليزية)